# Laura Dahlmeier
Laura Dahlmeier (Garmisch-Partenkirchen, 22. kolovoza 1993. – Pakistan, 28. srpnja 2025.) bila je njemačka biatlonka.
Na Europskom festivalu mladih u Liberecu 2011. osvojila je tri zlatne medalje, a na Svjetskom juniorskom prvenstvu iste godine jedno srebro i dve bronce. Na Svjetskom prvenstvu za juniore 2013. u Obertilliachu došla je do tri zlata.
Na Svjetskom seniorskom prvenstvu debitirala je 2013. kao dio štafete Njemačke koja je zauzela peto mjesto. Njemačku je predstavljala na Olimpijskim igrama u Sočiju 2014. Najbolji plasman ostvarila je s njemačkom štafetom zauzevši 11 mjesto.
Na Svjetskom prvenstvu 2015. osvojila je zlato s njemačkom štafetom i srebro u dohvatnoj utrci. Naredne godine, na Svjetskom prvenstvu u Oslu 2016. osvojila je pet medalja, zlato u dohvatnoj utrci, srebro u masovnom startu, i bronce u pojedinačnoj trci, sprintu i štafeti. Svjetsko prvenstvo 2017. bilo je još uspješnije za Dahlmeier, osvojila je medalje u svih šest disciplina od kojih pet zlatnih, u pojedinačnoj utrci, u dohvatnoj utrci, masovnom startu, ženskoj i mješovitoj štafeti, i srebro u sprintu.
Na Olimpijskim igrama u Pjongčangu 2018. došla je do zlata u sprintu i u dohvatnoj utrci, a do bronce u pojedinačnoj utrci na 15 km.
Laura Dahlmeier bila je pobjednica Svjetskog kupa u sezoni 2016.–'17.
Poginula je na planinarenju u Pakistanu 28. srpnja 2025. godine.